# 茅島水樹
茅島水樹（日语：／ Kayashima Mizuki；2004年7月6日—）是日本女演員、模特兒，出身自長崎縣，Amuse旗下藝人。
14歲演出大塚製藥旗下品牌寶礦力水特廣告成名。

## 作品列表

### 舞台剧
（2021年4月25日）《罗密欧与朱丽叶》舞台剧公演中饰演朱丽叶一角

### 電視劇
- 戀愛病與男子班 第1集、第9話、第10話（2019年7月20日、9月14日、21日，BS日視）：飾演 原飛鳥，第1集女主角
- 不重要的銀河（2020年7月23日，NHK綜合）：飾演 柚木夕香
- 潮男高校（2020年10月8日－12月23日，東京電視台）：飾演 鷹野繪里香，女主角之一
- 接下來是倫理課（2021年1月16日－3月13日，NHK綜合）：飾演
- 刑警7人 Season7 第5集（2021年8月18日，朝日電視台）：飾演 朝山美央
- 歡迎回來百音 第97集－第100集、第118集（2021年9月28日－10月1日、10月27日、NHK）：飾演 水野一花
- SUPER RICH 第1集、第4集、第5集、第9集、第11集（2021年10月14日、11月4日、11日、12月9日、23日，富士電視台）：飾演 春野真子
- 小道消息 ＃她想知道真正的○○ 第5集（2022年2月3日，富士電視台）：飾演 澤宮結奈
- 畢業典禮上神谷詩子不在（2022年2月27日－3月27日，日本電視台）：飾演 神谷詩子，主演
- 愛上你的腳步聲（2022年3月23日，NHK BS Premium）：飾演 工藤美咲，女主角
- 教主的女兒（2022年6月2日－7月14日，每日放送、神奈川電視台）：飾演 桐谷沙羅，主演
- 清晨首班列車的殺風景（2022年，WOWOW）：飾演 煤木戶
- 明天，我會成為誰的女友 Season2（2023年，MBS・TBS）：飾演 留奈，主演
- 絕對不可能～偵探·上水流涼子的解析～ 第8集（2023年6月5日，關西電視台・富士電視台）：飾演 上水流涼子（高中時期）
- 最好的老師（2023年7月15日－9月23日，日本電視台）：飾演 西野美月
- 那孩子的孩子（2024年6月25日－9月17日，關西電視台・富士電視台）：飾演 矢沢望
- 【我推的孩子】（2024年11月28日－，Amazon Prime Video）：飾演 黑川赤音／黑川茜

### 電影
- 青澀的傷痛與脆弱（2020年8月28日）：飾演 川原里沙
- 藍色迴響（2021年5月21日）：飾演 道長神乃
- 我想被高中女生殺死（2022年4月1日）：飾演 澤木愛佳
- 追海豚的長崎夏日（2022年8月19日）：飾演 由香
- 【我推的孩子】（2024年12月20日）：飾演 黑川赤音／黑川茜
- 和山田談場Lv999的戀愛（2025年3月28日）：飾演 椿由香里

## 外部連結
- 經紀公司個人資料頁面（日語）
- 茅島水樹的Instagram帳戶（日語）